# Arifiye
Arifiye ist eine Stadtgemeinde (Belediye) im gleichnamigen Ilçe (Landkreis) der Provinz Sakarya und gleichzeitig ein Stadtbezirk der 2000 geschaffenen Büyüksehir belediyesi Sakarya (Großstadtgemeinde/Metropolprovinz) in der Türkei. Seit der Gebietsreform 2013 ist die Gemeinde flächen- und einwohnermäßig identisch mit dem Landkreis. Arifiye ist der südliche Teil des ehemaligen zentralen Landkreises (Merkez Ilçe) der Hauptstadt Adapazarı.
Arifiye ist der kleinste Kreis der Provinz und grenzt im Norden an Adapazarı, im Osten an Erenler, im Süden an Geyve, im Westen an Sapanca und im Nordwesten an Serdivan. In Arifiye kreuzen sich die Europastraße 80, die von Portugal kommend in der Türkei von Istanbul über Erzurum bis an die iranische Grenze führt, und die Fernstraße D-650, die von Antalya am Mittelmeer über Burdur, Afyonkarahisar und Kütahya kommend bis nach Karasu am Schwarzen Meer verläuft. Durch den Kreis fließt von Süden nach Norden der Fluss Sakarya, der weiter nördlich ins Schwarze Meer mündet. Im Westen grenzt er an den See Sapanca Gölü. Beim Ort Mollaköy liegt in einer Schleife des Sakarya eine Reihe von Seen, genannt Mollaköy Göletleri. 
Durch Arifiye verläuft eine Teilstrecke der Anatolischen Eisenbahn von Adapazarı nach Eskişehir.
Durch das Gesetz Nr. 5747 wurde 2008 der ehemalige zentrale Landkreis (Merkez Ilçe) der Provinzhauptstadt Adapazari aufgelöst und in vier Kreise aufgespalten: Adapazari, Erenler, Serdivan und eben Arifiye. Arifiye bestand derzeit aus der neugegründeten Belediye gleichen Namens sowie den fünf Dörfern (Köy) Adliye, Ahmediye, Çınardibi, Kemaliye und Yukarıkirazca, Kışlaçay kam 2012 hinzu.
Die sechs Dörfer wurden im Zuge der Verwaltungsreform 2013 in Mahalle (Stadtviertel/Ortsteile) umgewandelt, die 17 Mahalle der Kreisstadt blieben erhalten. Den Mahalle steht ein Muhtar als oberster Beamter vor. 
Ende 2020 lebten durchschnittlich 1.931 Menschen in jedem dieser 24 Mahalle, 12.991 Einw. im bevölkerungsreichsten (Arifbey Mah.)